# Kirche der Kasaner Gottesmutter (Jūrmala)

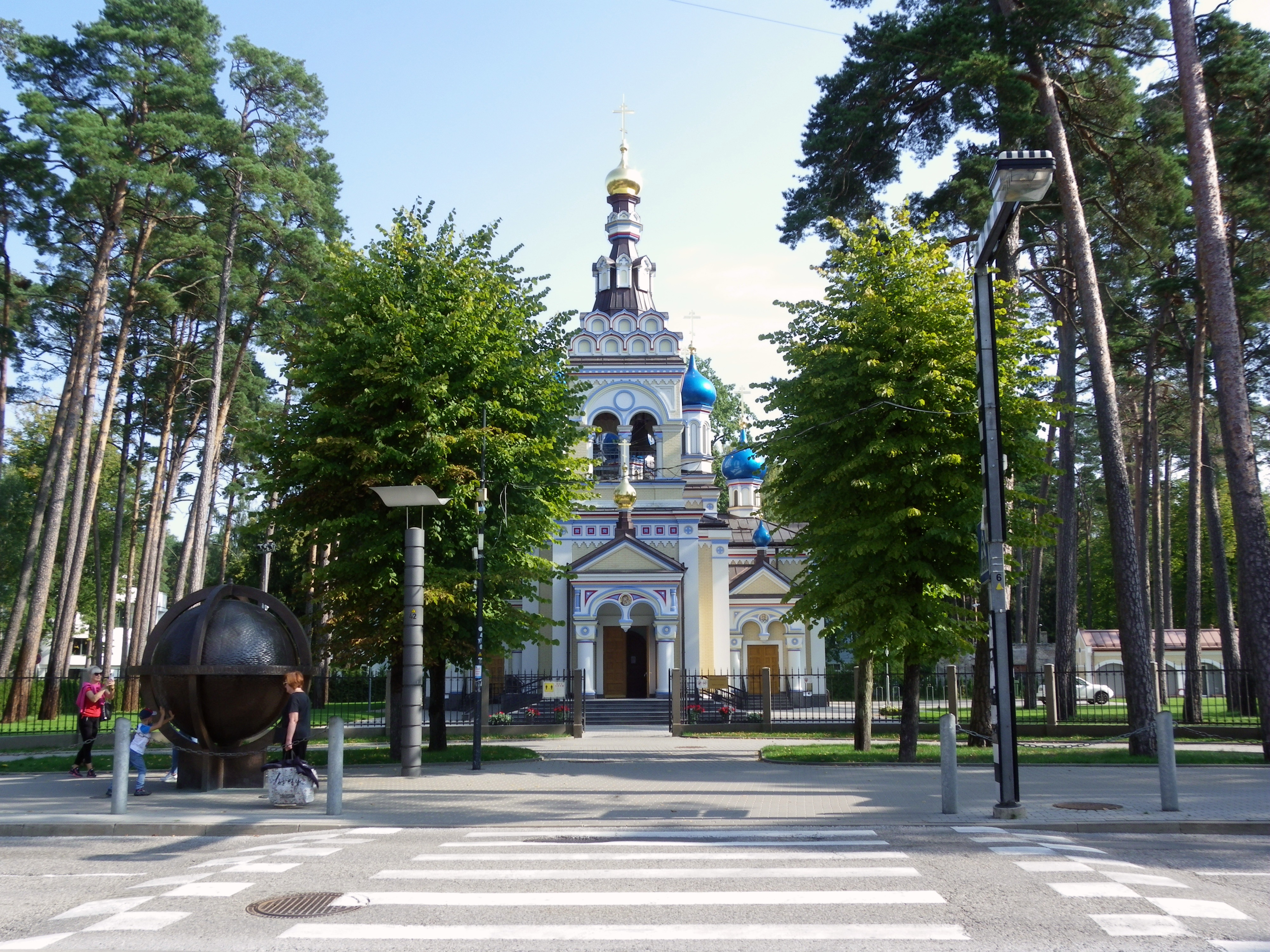
Blick von der Jomas iela auf die Kirche

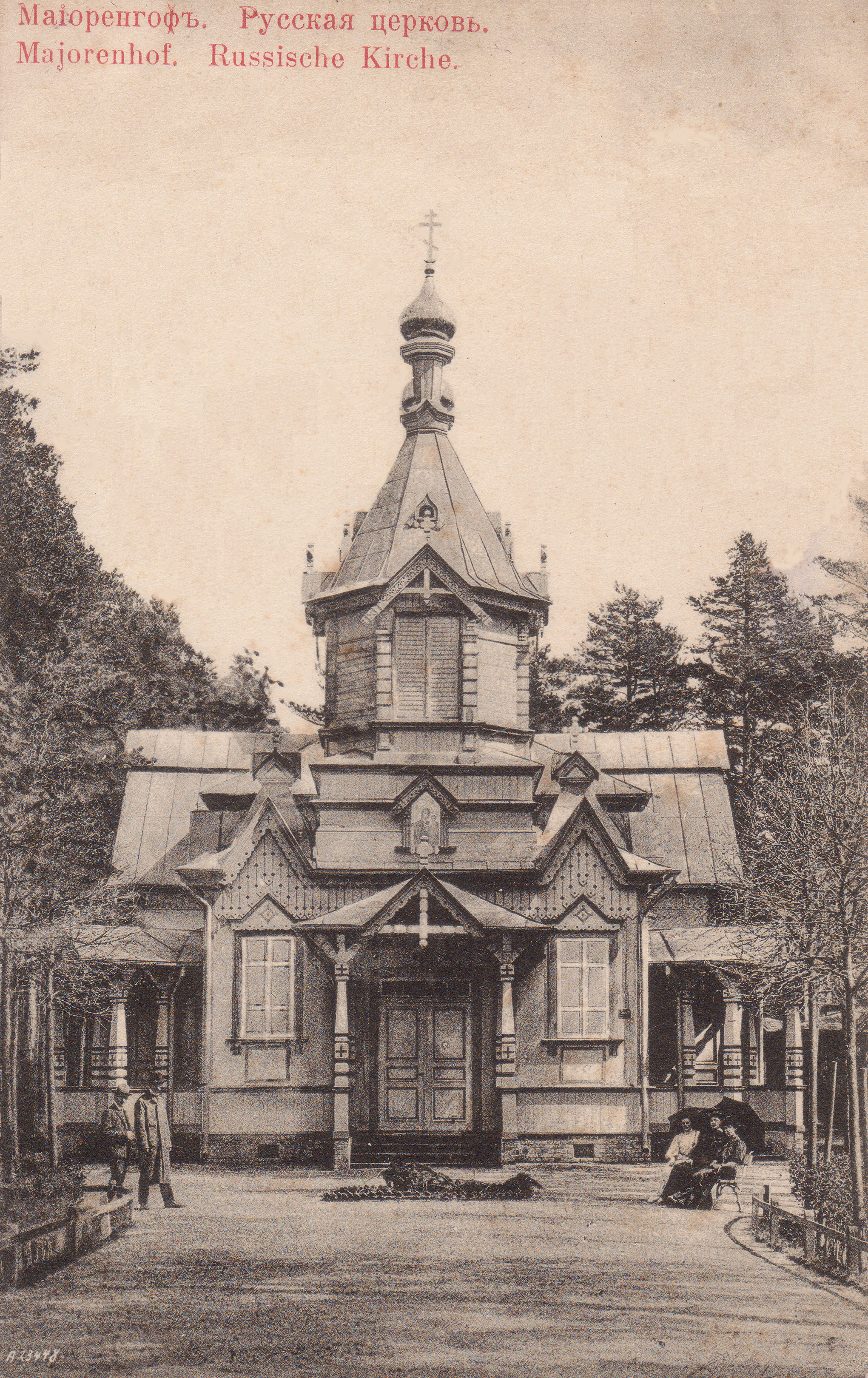
Vorgängerbau Anfang des 20. Jahrhunderts

Die Kirche der Kasaner Gottesmutter (Dzintaru Dievmātes Kazaņas ikonas pareizticīgo baznīca) ist eine russisch-orthodoxe Kirche in der lettischen Stadt Jūrmala. Sie ist der Gottesmutter von Kasan geweiht.

## Lage
Die Kirche befindet sich im Ortsteil Dzintari in der Turaidas iela 11, unmittelbar gegenüber der Einmündung der Jomas iela, die von Westen auf die Kirche zu läuft. Nordwestlich des Eingangs der Kirche befindet sich der Jūrmala-Globus.

## Architektur und Geschichte
Die heutige Kirche wurde in den Jahren 2017/2018 an der Stelle eines Vorgängerbaus errichtet. Die ursprüngliche Kirche entstand, finanziert durch Spenden, ab dem 18. Juli 1894. Am 23. Juli 1896 wurde die Kirche geweiht. Im Ersten und Zweiten Weltkrieg blieb der Bau unbeschädigt. In der Zeit der sowjetischen Besatzung Lettlands wurde die Kirche dann jedoch 1962 abgerissen.
Ab dem Jahr 2010 wurden die Gottesdienste wieder aufgenommen. 2012 wurde der orthodoxen Kirche das Grundstück rückübertragen. Bereits 2013 wurde ein Grundstein gelegt. Der Wiederaufbau war jedoch in der Öffentlichkeit umstritten. Kritisiert wurde sowohl der Standort an der lauten, touristisch geprägten auf Vergnügen ausgerichteten Jomas iela als auch Größe und Gestaltung der Kirche sowie insbesondere die Höhe des Kirchturms. Der Stadtrat von Jūrmala stimmte jedoch im August 2013 für die Baupläne.